# هاشم أملا
هاشم املا (بالإنجليزية: Hashim Mahomed Amla)‏ لاعب كريكت دولي سابق(مواليد 31-مارس 1984) من جنوب أفريقيا يعد أحد أفضل رجال المضرب الافتتاحيين حصل على العديد من الأرقام القياسية في اللعبة

## اعتزال
أعلن في 8 أغسطس 2019 اعتزاله اللعب دوليا

## روابط خارجية
- هاشم أملا على موقع إي آس بي آن كريك إنفو (الإنجليزية)
- هاشم أملا على موقع ويزدن الهند (الإنجليزية)